# سری هندسی
در ریاضیات، سری هندسی به دنباله ای از اعداد می گویند که هر جمله آن، ضرب یک عدد ثابت بنام قدر نسبت در جمله قبلی باشد که در آن جمله اول هر عددی می تواند باشد، در اینصورت مجموع سری یک تصاعد هندسی به صورت زیر تعریف می‌شود:
{\displaystyle \sum _{k=0}^{n}ar^{k}=ar^{0}+ar^{1}+ar^{2}+ar^{3}+\cdots +ar^{n}\,}
در این سری، a را جمله اول و r را قدر نسبت سری می‌نامند.
باید توجه کرد که هر سری، خود یک دنباله است و توسط دنباله دیگری بنام دنباله مولد سری مذکور، با قانون خاصی که نوع سری را مشخص می‌کند، به دست می‌آید و نباید سری را با مجموع آن سری اشتباه کرد و این اشتباه درباره سری‌ها بصورت چشمگیری مشاهده می‌شود.
برای نمونه مجموع زیر یک سری هندسی با قدر نسبت ۱/۲ است.
{\displaystyle {\frac {1}{2}}\,+\,{\frac {1}{4}}\,+\,{\frac {1}{8}}\,+\,{\frac {1}{16}}\,+\,\cdots }

## ویژگی‌ها
در سری هندسی اگر {\displaystyle r\;<1} باشد این سری همگرا خواهد بود. در غیر این صورت این سری واگرا است.

## مجموع
مجموع یک سری هندسی همگرا ({\displaystyle r<1}) از رابطه زیر به دست می‌آید:
{\displaystyle S_{n}\;=\;{\frac {a}{1-r}}.}

## اثبات
- موقعی که {\displaystyle |r|\;=\ 1} سری تبدیل می‌شود به:

{\displaystyle a+a+a+a+....}
مجموع این سری می‌شود:
{\displaystyle S_{n}=(n+1)a}
و
{\displaystyle \lim _{n\to \infty }S_{n}=\lim _{n\to \infty }(n+1)a=\pm \infty }
(علامت بستگی به منفی یا مثبت بودن {\displaystyle a} دارد).
این واگرائی سری را نشان می‌دهد.
اکنون اگر {\displaystyle r\;=\ -1} سری تبدیل می‌شود به:
{\displaystyle a-a+a-a+....}
بنابراین دنباله مجموع آن به شکل زیر در می‌آید:
{\displaystyle a,0,a,0,a,...}
که واگرا می‌باشد.
- حالا ملاحظه کنید موقعی که قدر نسبت سری {\displaystyle |r|\;\neq \ 1}.

مجموع این سری می‌شود:
(١) {\displaystyle S_{n}=a+ar+ar^{2}+...+ar^{n}}
هر دو طرف معادله را با {\displaystyle r} ضرب می‌کنیم:
(٢) {\displaystyle rS_{n}=ar+ar^{2}+...+ar^{n}+ar^{n+1}}
(٢) را از (١) کم می‌کنیم:
(٣) {\displaystyle S_{n}-rS_{n}=a-ar^{n+1}}
یا:
{\displaystyle (1-r)S_{n}\;=\;a-ar^{n+1}}
از آنجائی که در وضعیت مورد نظر {\displaystyle |r|\;\neq \ 1}، ما می‌توانیم آن را به شکل زیر بنویسیم:
{\displaystyle S_{n}\;=\;{\frac {a-ar^{n+1}}{1-r}}={\frac {a}{1-r}}(1-r^{n+1})}
اگر {\displaystyle r<1} پس {\displaystyle lim_{n\to \infty }r^{n+1}=0} و نتیجه می‌گیریم که سری همگرا است.
{\displaystyle \lim _{n\to \infty }S_{n}\;=\;{\frac {a}{1-r}}.}

## مثال
یک سری با قدر نسبت {\displaystyle r={\frac {1}{2}}} را در نظر بگیرید:
{\displaystyle {\frac {1}{2}}\,+\,{\frac {1}{4}}\,+\,{\frac {1}{8}}\,+\,{\frac {1}{16}}\,+\,\cdots }
از آنجا که قدر نسبت کوچکتر از یک است این سری همگرا است. همگرایی این سری نیز به سمت 1 است.